# La Course by Le Tour de France
La Course by Le Tour de France (comumente nomeada simplesmente como: La Course) foi uma corrida ciclista feminina profissional de um dia francesa que se disputava durante o decorrer do Tour de France. Foi substituída em 2022 pelo Tour de France feminino, uma corrida de etapas organizada pela ASO.

## História
A corrida começou a realizar-se depois de uma petição popular liderada pelas ciclistas Kathryn Bertine, Marianne Vos e Emma Pooley finalmente conseguindo o objectivo em 2014 com a sua primeira edição, como corrida de categoria 1.1 e depois da criação do UCI World Tour Feminino em 2016 ascendeu a essa máxima categoria mundial.
As suas primeiras 3 edições realizaram-se em preâmbulo à última etapa do Tour de France seguindo o mesmo percurso que umas horas depois realizariam os homens do Tour de France sobre o circuito da etapa final nos Campos Elíseos de Paris (13 voltas com um total de 89 km). A partir do ano 2017 e com a sua inclusão no circuito UCI World Tour Feminino deslocou-se o percurso para outras etapas que não a etapa final do Tour masculino.
Em junho de 2021, a ASO anunciou que o Tour de France feminino - uma corrida de vários dias - aconteceria pela primeira vez em 2022. Esta nova corrida de 8 dias ocorreu após o Tour de France, substituindo La Course.

## Palmarés
| Ano  | Vencedor             | Segundo               | Terceiro               |
| ---- | -------------------- | --------------------- | ---------------------- |
| 2014 | Marianne Vos         | Kirsten Wild          | Leah Kirchmann         |
| 2015 | Anna van der Breggen | Jolien D'Hoore        | Amy Pieters            |
| 2016 | Chloe Hosking        | Lotta Lepistö         | Marianne Vos           |
| 2017 | Annemiek van Vleuten | Lizzie Deignan        | Elisa Longo Borghini   |
| 2018 | Annemiek van Vleuten | Anna van der Breggen  | Ashleigh Moolman Pasio |
| 2019 | Marianne Vos         | Leah Kirchmann        | Cecilie Uttrup Ludwig  |
| 2020 | Lizzie Deignan       | Marianne Vos          | Demi Vollering         |
| 2021 | Demi Vollering       | Cecilie Uttrup Ludwig | Marianne Vos           |

## Palmarés por países
| País          | Vitórias |
| Países Baixos | 6        |
| Austrália     | 1        |
| Reino Unido   | 1        |